# Принесите мне голову Альфредо Гарсиа
«Принесите мне голову Альфредо Гарсиа» (англ. Bring Me the Head of Alfredo Garcia) — криминальная драма Сэма Пекинпа, считавшего её единственным своим фильмом, выпущенным в прокат в том виде, в котором он был задуман.

## Сюжет
Мексиканский политик Эль Хефе (с исп. — «Босс») предлагает миллион долларов тому, кто принесёт ему голову Альфредо Гарсиа — жиголо, от которого забеременела его дочь. Через два месяца двое киллеров Эль Хефе встречают в одном из кабаков Бенни — отставного офицера, зарабатывающего на жизнь игрой на пианино. Они расспрашивают его о Гарсиа, но Бенни отвечает, что ничего о нём не знает.
Бенни встречается со своей подружкой, проституткой Элитой, которая сознаётся, что изменяла ему с Гарсиа, обещавшим жениться на ней. Элита сообщает, что неделю назад пьяный Гарсиа разбился в автомобиле. На следующий день Бенни встречается в отеле с киллерами Эль Хефе и заключает с ними сделку на десять тысяч долларов за голову Гарсиа. Затем он убеждает Элиту поехать к могиле Гарсиа якобы просто убедиться, что тот мёртв и не угрожает их отношениям. По пути Бенни делает Элите предложение, обещая, что скоро жизнь изменится и она перестанет заниматься проституцией.
По дороге к Бенни и Элите пристают двое байкеров, которые планируют изнасиловать Элиту. Бенни удаётся убить обоих.
В деревне Бенни и Элита находят могилу Гарсиа. Ночью Бенни откапывает гроб, но неожиданно получает удар лопатой по затылку. Очнувшись, он обнаруживает себя полузакопанным в могиле вместе с мёртвой Элитой. Тело Гарсиа обезглавлено.
Бенни разыскивает похитителей головы Гарсиа, убивает их и забирает голову. Остановившись в придорожной гостинице, он наполняет мешок с головой льдом и начинает общаться с головой как с живым Гарсиа. В пути Бенни настигают члены семьи Гарсиа и требуют отдать голову, но тут подъезжают киллеры Эль Хефе. Один из них расстреливает почти всех членов семьи Гарсиа, но сам смертельно ранен одним из них. Бенни убивает второго и продолжает путь, всё время споря с головой.
Бенни приезжает в отель, где была заключена сделка на десять тысяч долларов. Но вознаграждение для него уже не главное, скорее им движет жажда мести за Элиту, и он намерен расправиться со всеми, кто вовлечён в охоту за головой Гарсиа. Ему удаётся расстрелять всех людей Эль Хефе в номере отеля, после чего он находит на столе карточку с адресом Эль Хефе.
Эль Хефе встречает Бенни как героя и передаёт ему чемодан с миллионом долларов. Бенни спокойно рассказывает о том, сколько людей погибло из-за головы, включая его возлюбленную; Эль Хефе бесстрастно велит ему забрать деньги, а голову Гарсиа бросить по дороге свиньям. Взбешённый, Бенни убивает телохранителей Эль Хефе, а потом и его самого. Забрав голову, Бенни делает отчаянную попытку бегства, но его расстреливают в машине возле ворот дома.

## В ролях
- Уоррен Оутс — Бенни
- Исела Вега — Элита
- Роберт Уэббер — Сэппенсли
- Гиг Янг — Джонни Куилл
- Хельмут Дэнтин — Макс
- Эмилио Фернандес — Эль Хефе
- Крис Кристофферсон — байкер
- Чано Уруэта — Маншо, бармен
- Хорхе Руссек — Куэто

## История создания
Пекинпа работал над «Балладой о Кэйбле Хоге», когда его давний друг, сценарист Фрэнк Ковальский, подсказал ему идею для фильма: «У меня есть отличное название: „Принесите мне голову…“, — и назвал какое-то другое имя, — а соль в том, что парень уже мёртв». Пекинпе понравилось название, и он тогда же начал писать сценарий, продолжив работу в Англии во время съёмок «Соломенных псов». Пекинпа предложил сценарий продюсеру Мартину Бауму, основавшему собственную независимую компанию Optimus Productions и заключившему договор с United Artists.
Работа над фильмом началась в середине августа 1973 в Мехико. За малым исключением, съёмочная группа была полностью мексиканской. При поиске натуры Пекинпа руководствовался инстинктивным желанием показать собственное — реалистичное, неприукрашенное — восприятие Мексики.
Съёмки начались в конце сентября 1973 и окончились за три дня до Рождества. В октябрьском номере журнала Variety Пекинпу процитировали так: «Для меня Голливуд больше не существует. Он стал историей. Я решил остаться в Мексике, так как верю, что здесь могу снимать свои фильмы с большей свободой». Профсоюзы работников кино и телевидения открыто осудили это высказывание на Национальной конференции в Детройте и угрожали «Альфредо Гарсиа» бойкотом. В свою защиту Пекинпа заявил, что его неверно процитировали.

## Критика
Фильм был повсеместно разгромлен критиками, которые обвиняли Пекинпу в льющемся через край садизме и помешательстве (единственным исключением был Роджер Эберт).